# Cecil Taylor
Cecil Percival Taylor (ur. 25 marca 1929 w Nowym Jorku, zm. 5 kwietnia 2018 tamże) – amerykański pianista i poeta, jeden z twórców free jazzu. Wykładał na University of Wisconsin, Antioch College i innych uczelniach. Laureat NEA Jazz Masters Award 1990.

## Życiorys
Cecil Perceval Taylor urodził się w Long Island City, przedmieściu Queens, dzielnicy Nowego Jorku 25 marca 1929.

### Początki – kształtowanie się stylu
Jego matka była skrzypaczką, tancerką, aktorką i przyjaciółką perkusisty Sonny’ego Greera. Ojciec, z zawodu kucharz, śpiewał bluesa. Jego wujek grał na pianinie, perkusji i skrzypcach.
Cecil studiował grę na pianinie i perkusji od 5 roku życia. Nieco później grał nawet jako perkusista, „ale nigdy na profesjonalnym poziomie”.
Dorastał słuchając Louisa Armstronga, Bessie Smith, Billie Holiday, Elli Fitzgerald, Errolla Garnera. Wśród jego wczesnych fascynacji znajdowali się Duke Ellington i Fats Waller. Jego nieco późniejszymi idolami stali się Bud Powell, Charles Mingus, Thelonious Monk i Horace Silver.
Za początek jego kariery pianistycznej uważa się 1948.
Pod koniec lat 40. XX w. słuchał w Nowym Jorku orkiestr Counta Basiego, Jimmiego Lunceforda i Duke’a Ellingtona. Szczególne wrażenie wywarła na niego muzyka Ellingtona, jednak ponad wszystko przedkładał grę dwóch pianistów: Dave’a Brubecka i Lenniego Tristano. Obaj ci muzycy – podobnie jak i Taylor – próbowali zmodyfikować harmoniczne i formalne aspekty jazzu poprzez włączenie do swojego stylu pewnych „europejskich” elementów stylistycznych. Różnili się od Taylora swoistą sterylnością emocjonalną. Brubeck i Tristano byli także swoimi przeciwieństwami, co pomogło Taylorowi w dokonaniu syntezy ich przeciwieństw. Brubeckowska „gęstość harmoniczna” i Tristanowskie ciągi nut z niewielkimi odniesieniami do tonalności (lub nawet czasami bez żadnych odniesień), stały się głównymi wyróżnikami muzyki Taylora.
W latach 1951–1955 Cecil uczęszczał do „New England Conservatory od Music” w Bostonie. Wtedy także odkrył twórczość takich atonalistów jak Arnold Schönberg, Alban Berg, Anton Webern, Igor Strawinski i Béla Bartók. Jednak Strawinski i Bartók wywarli na niego dużo większy wpływ niż mistrzowie 12-tonowej techniki szkoły wiedeńskiej.
W Bostonie także zaczął na niego oddziaływać jazz. Mieszkali tam wówczas wybitni jazzmeni, tacy jak pianiści Jackie Byard i Dick Twardzik, trębacz Joe Gordon i grupa saksofonistów: Gigi Gryce, Charlie Mariano, Sam Rivers i Serge Chaloff. Taylor słuchał ich wszystkich podczas występów w klubach i w czasie sesji nagraniowych. Jako gość zaczął występować z muzykami bebopowymi: Dizzym Gillespiem, Charliem Parkerem i Budem Powellem.
Obok zsyntetyzowania elementów stylów Brubecka i Tristano, Taylor integrował elementy europejskiej muzyki awangardowej do jazzowego kontekstu. W wywiadzie udzielonym A.B. Spellmanowi, autorowi książki „Four Lives in the Bebop Business” (1967) Taylor powiedział, „iż jego problemem było nieustanne świadome używanie energii i technik europejskich kompozytorów, aby je zmieszać z tradycyjną muzyką Afroamerykanów i w ten sposób stworzyć nową energię”.
Ostatecznym elementem, który ukształtował jego styl, było odrzucenie stylu Brubecka i Tristana. Stało się to po koncercie w „Birdland”, podczas którego zobaczył, że Brubeck był naśladowcą Horace’a Silvera, a następnie Charlie Parker, Percy Heath i Milt Jakson „całkowicie go zniszczyli”

### Lata 50.
W połowie lat 50. XX wieku Taylor prowadził małe grupy jazzowe. Jedną z nich był zespół Cecil Taylor Unit, w którym grali Steve Lacy (saksofon sopranowy), Buell Neidlinger (kontrabas) i Denis Charles (perkusja). Z tą grupą nagrał swoje pierwsze albumy, m.in. Jazz Advance w 1956 r. Steve Lacy był jednym z dłużej współpracujących z Taylorem muzyków.
W 1957 wystąpił na Newport Jazz Festival, który odbywał się wówczas w stanie Rhode Island. Za album Jazz Advance Taylor otrzymał nawet pozytywne recenzje. Jednak po jego występie w Newport zapanowała cisza. Prawie nie występował i pracował jako dostawca, handlarz płytami, pomywacz i kucharz.
W 1958 trio Taylora (Sylvester Gandi – kontrabas, Denis Charles – perkusja) wystąpiło na „Great South Bay Jazz Festival” w Nowym Jorku.
W październiku tego samego roku kwintet Taylora (Cecil Taylor – pianino, John Coltrane – saksofon tenorowy, Kenny Dorham – trąbka, Chuck Israels – kontrabas, Louis Hayes – perkusja) nagrał album Hard Driving Jazz. Następny – 1959 rok – to okres działalności Cecil Taylor Quintet.

### Lata 60.
W 1964 Cecil Taylor oraz trębacz Bill Dixon założyli „Jazz Composers Guild”, organizację, której jednym z zadań było propagowanie „nowej muzyki”. W tym samym roku działał nonet pod nazwą Cecil Taylor Group, w składzie: Cecil Taylor – pianino, Bill Dixon – trąbka, Roswell Rudd – puzon, Albert Ayler – saksofon sopranowy, Jimmy Lyons – saksofon altowy, Carla Bley – pianino, Paul Bley – pianino, Gary Peacock – kontrabas i Sunny Murray – perkusja.
W 1966 firma Blue Note Records wydała dwa przełomowe albumy Taylora: Unit Structures i Conquistador!.
Od połowy lat 60. XX wieku do początku lat 70. XX wieku na skutek zmieniającego się rynku muzycznego, niechęci firm nagraniowych i krytyków amerykańskich, Cecil Taylor z trudnością mógł występować i nagrywać w Stanach Zjednoczonych. Zaczął bywać często w Europie, gdzie jego recepcja była dużo lepsza.
W październiku (17, 18 lub 19) 1968 Cecil Taylor wystąpił solo po raz pierwszy w Polsce z koncertem w Sali Kongresowej Pałacu Kultury i Sztuki w Warszawie w ramach Jazz Jamboree.
W następnym roku działał głównie w Europie ze swoją grupą Cecil Taylor Quartet (Jimmy Lyons – saksofon altowy, Sam Rivers – saksofony: sopranowy i tenorowy, Andrew Cyrille – perkusja) oraz w ramach Jazz Composers Orchestra Mike’a Mantlera.

### Lata 70.
W 1970 kwartet Taylora działał pod nazwą Cecil Taylor Unit.
W 1973 Taylor koncertował w Japonii, USA i Europie ze swoim triem Cecil Taylor Unit (bez Sama Riversa). To trio kontynuowało działalność także w następnym roku. Jednak najważniejszym wydarzeniem 1974 był występ Taylora w Carnegie Hall w Nowym Jorku z 30-osobową orkiestrą Cecil Taylor Unit Core Ensemble. Taylor otrzymał Stypendium Guggenheima.
Rok 1975 Taylor spędził koncertując w Europie ze swoim Cecil Taylor Unit, zarówno w formie tria jak i kwartetu.
W 1976 Cecil Taylor Unit stał się kwintetem w składzie: Cecil Taylor – pianino, Jimmy Lyons – saksofon altowy, Raphé Malik – trąbka, David S. Ware – saksofon tenorowy, Marc Edwards – perkusja. Występował w Europie – także jako solista.
W 1977 w jego kwintecie perkusista Edwards został zastąpiony przez Beavera Harrisa. Oprócz koncertów z tym składem Cecil Taylor Unit, Taylor występował także jako solista.
W 1978 Cecil Taylor Unit rozrósł się do sekstetu: obok Taylora, Lyonsa i Malika grali w nim: Ramsey Ameen (Amin) – skrzypce, Sirone – kontrabas, Ronald Shannon Jackson – perkusja. Sekstet działał przez jakiś z czas ze zmienionymi perkusistami: Steve’em McCallem i następnie Kenem Taylerem. 18 czerwca Cecil Taylor wystąpił jako solowy artysta w Białym Domu w Waszyngtonie.
W 1979 Cecil Taylor Unit koncertował zarówno jako kwartet, kwintet i sekstet (z Alanem Silvą na kontrabasie i Thulani Davis jako wokalistką). Taylor jako solista wystąpił na 26 Festwalu Jazzowym Newport w Nowym Jorku. W grudniu rozpoczął serię występów w duetach z perkusistami; pierwszym był duet z Tonym Williamsem.

### Lata 80.
W 1980 działał w duecie z perkusistą Maksem Roachem oraz z sekstetem Cecil Taylor Unit, w którym było aż dwóch perkusistów: Sunny Murray i Jerome Cooper. Koncertował także z Cecil Taylor Quartet (z Jimmym Lyonsem, Williamem Parkerem na kontrabasie i Rashidem Bakrem na perkusji). Ten zespół działał także w 1981 i 1982.
W 1982 działał także z większymi zespołami: 14-osobowym Large Ensemble oraz z Cecil Taylor Big Band, który liczył od 12 do 15 muzyków zależnie od koncertu. Cecil Taylor Unit działał jak sekstet.
W 1983 Cecil Taylor Unit był zasadniczo sekstetem, jednak poprzez inkorporację do zespołu tancerzy był oktetem pod nazwą Cecil Taylor Unit + Afrodancers.
1984 rozpoczął jako solista, następnie koncertował jako Cecil Taylor-Max Roach Duo (lipiec) i Steve Lacy-Cecil Taylor Duo (lipiec). 14 października odbył się koncert „Music for Two Continents” w Carnegie Hall w Nowym Jorku. W 12-osobowym big bandzie znajdował się Tomasz Stańko. Ta sama grupa wystąpiła także 15 i 18 na Praskim Festiwalu Jazzowym w Pradze w Czechosłowacji, Szwajcarii i 26 października w Warszawie w Sali Kongresowej. 30 października Cecil Taylor wystąpił wspólnie z Art Ensemble of Chicago w Paryżu.
W 1985 koncertował ze swoim Cecil Taylor Unit.
W 1986 Talor występował solo, z Cecil Taylor Unit oraz w Berlinie z septetem, w skład którego wchodził m.in. Peter Brötzmann. Współpracował także z 12-osobowym „Euro-American Big Band”. 28 maja wraz z 18-osobową orkiestrą wystąpił na pogrzebie swojego długoletniego współpracownika Jimmy’ego Lyonsa w St. Peter’s Church w Nowym Jorku.
1987 rozpoczął jako solista, następnie koncertował z Cecil Taylor Quintet, a pod koniec roku z Cecil Taylor Unit.
W następnym roku w Cecil Taylor Unit na trąbce zaczął grać Leo Smith znany później jako Wadada Leo Smith. W lipcu dał koncert z European Orchestra, w skład której wchodzili Tomasz Stańko i Peter Brötzmann. Po występach jako solista występował w „Cecil Taylor–Tony Oxley Duo” oraz utworzył nową grupę Cecil Taylor Feel Trio z Williamem Parkerem na kontrabasie i Tonym Oxleyem na perkusji.
W 1989 odnowił współpracę z perkusistą Maksem Roachem (Cecil Taylor–Max Roach Duo). Występował także z Cecil Taylor Unit oraz Cecil Taylor Corona Ensemble, z którym odbył kilka koncertów w słynnym klubie Knitting Factory w Nowym Jorku.

### Lata 90.
W 1990 koncertował zarówno z Cecil Taylor Feel Trio jak i Cecil Taylor Unit.
W 1991 działało Cecil Taylor Trio; pianista ponownie współpracował Tonym Oxleyem w Cecil Taylor–Tony Oxley Duo. Występował także w Cecil Taylor & Rada (nonet) i Cecil Taylor Quintet. Otrzymał duży grant z MacArthur Foundation, który zabezpieczył go finansowo, w dużo większym stopniu niż sprzedaż płyt z jego szerokiego katalogu.
Rok 1992 to występy Taylora przeważnie w duetach: Cecil Taylor–Bill Dixon Duo, Cecil Taylor–Min Tanaka Duo (tancerz „butō”) w Japonii. Jednak znalazł także czas na występy solowe oraz jako Cecil Taylor Tentet.
W 1993 występował w Europie pod szyldem Cecil Taylor Ensemble (oktet), następnie Cecil Taylor Septet, Cecil Taylor Trio w nowym składzie z Markiem Heliasem – kontrabas i Rashidem Bakrem – perkusja. Pod koniec roku znów ze swoim sekstetem.
Rok 1994 zaznaczył się solowymi występami pianisty.
W 1995 koncertował ze swoim kwartetem: Lisle Ellis – kontrabas, instrumenty perkusyjne, Thurman Baker – marakasy, instrumenty perkusyjne, Rashid Bakr – perkusja, instrumenty perkusyjne. Cecil dał się poznać także jako wokalista i recytator swojej poezji. Następnie działał w Cecil Taylor-Thurman Baker Duo. Nieco później poprowadził Cecil Taylor Orchestra, a po występach solowych Cecil Taylor Quartet.
W 1996 występował solowo, a następnie jako Cecil Taylor Orchestra (smyczkowa). Później działał jak Cecil Taylor-Sunny Murray Duo z ośmioma wokalistami. Pod koniec roku koncertował z nonetem Cecil Taylor Unit.
1997 to występy solowe oraz Cecil Taylor Trio w nowym składzie: Dominic Duval – kontrabas, Jackson Krall – perkusja.
1998 to działalność Cecil Taylor Trio, Cecil Taylor Quartet (plus Harri Sjöström), solowe występy oraz Cecil Taylor Quartet.
W 1999 nastąpiła reaktywacja: Cecil Taylor Feel Trio, Cecil Taylor-Max Roach Duo, Cecil Taylor Corona Enxemble (występy w Knitting Factory).

### Lata 2000.
Rok 2000 odznaczył się głównie duetami artysty: Cecil Taylor–Joe Locke Duo, Cecil Taylor–Max Roach Duo, Cecil Taylor–Amiri Baraka (recytacja poezji), Cecil Taylor–Derek Bailey Duo. W połowie roku działało Cecil Taylor Trio. Pod koniec roku Cecil występował solowo oraz w Cecil Taylor Ensemble.
Rok 2001 Taylor rozpoczął występami swojego Ensemble'u; jego druga edycja liczyła ponad 40 muzyków. Następnie reaktywował się duet Cecil Taylor–Tony Oxley. Pod koniec roku występował Cecil Taylor–Elvin Jones Duo.
W 2002 pianista występował solowo, a następnie z Italian Instabile Orchestra. Potem w Cecil Taylor and Bang on a Can. Następnie znów w duecie Cecil Taylor–Tony Oxley. 20 i 21 czerwca wystąpił w Knitting Factory pod szyldem Cecil Taylor & the Sound Vision Orchestra. Z tą samą orkiestrą udał się później do Europy.
2003 to Cecil Taylor–Tony Oxley Duo, Cecil Taylor Trio, ponowne występy z Italian Instabile Orchestra, Cecil Taylor Quintet i występy solowe, a rok zakończyły występy duetu Cecil Taylor–Tony Oxley.
2004 Cecil Taylor–Tony Oxley Duo, pomiędzy 23 a 28 marca odbyła się seria koncertów z okazji 75 rocznicy urodzin Cecila Taylora. Następnie działał Cecil Taylor Humane (Ubuntu) Big Band (15-osobowy) oraz Cecil Taylor Trio (Albey Balgochian – kontrabas, Jackson Krall – perkusja. W końcu ponownie Cecil Taylor–Tony Oxley Duo i Bill Dixon Trio.
2006 Taylor rozpoczął występami solowymi, a następnie z Cecil Taylor Trio (Henry Grimes – kontrabas, Pheeroan ak Laff – perkusja.
2007 Cecil Taylor Trio, występy solowe i w Europie Cecil Taylor Trio z Anthonym Braxtonem. Wiosną wystąpił na tym samym koncercie z innym stypendystą Mac Arthur Foundation, awangardowym saksofonistą i kompozytorem Johnem Zornem w konserwatywnym centrum Jazz at Lincoln Center, prowadzonym przez Wyntona Marsalisa. Taylor wystąpił w Cecil Taylor AHA Trio (Henry Grimes – kontrabas, Pheeroan ak Laff – perkusja), a John Zorn z grupą Masada. Centrum to powstało w 1988 r., ale ani Miles Davis, ani Ornette Coleman nigdy nie zostali do niego zaproszeni. Wynton Marsalis był nieobecny na koncercie Taylora i Zorna.

## Cechy stylu Cecila Taylora

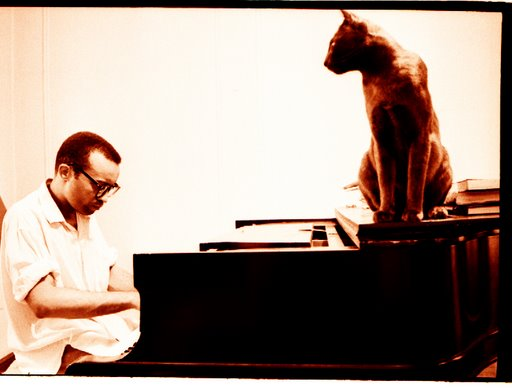
Cecil Taylor – lata 60. XX w

Taylor był wykształconym klasycznie pianistą. Na jego styl złożyły się elementy zaczerpnięte z klasycznej pianistyki, z europejskiej muzyki awangardowej i z elementów muzyki afroamerykańskiej, w tym jazzu. Wszystko to zostało jednak przez Taylora gruntownie przemodelowane według jego własnych koncepcji. Jego rozwój stylistyczny w latach 60. XX w. wywołał porównania do modernistycznej, awangardowej tradycji zarówno europejskiej jak i amerykańskiej. Pierwszy zwrócił na to uwagę Gunther Schuller w artykule opublikowanym w „Jazz Review” ze stycznia 1959.
Głównym elementem jego stylu pianistycznego jest to, co zaczerpnął z muzyki afroamerykańskiej – perkusyjny, napędzający i dominujący nad wszystkim rytm.
Taylor zmienił także całkowicie sposób gry na pianinie. Gra w sposób niezwykle energiczny (fizycznie) i dynamiczny; jest zarówno głośniejszy jak i cichszy, brutalniejszy i łagodniejszy, szybszy i wolniejszy od innych pianistów. Charakterystycznie przeciwstawia asonanse dysonansom. Cechuje go także repetycyjność.
Przy całym intelektualizmie jego muzyki, jest on w stanie wyrazić wszelkie niuanse emocjonalne. Jego wychodzące z intelektu zanegowanie tradycyjnego rozumienia melodii, konstrukcji utworu, harmonii, instrumentalizacji, orkiestracji ma równocześnie cechy dziecięcej niewinności.
Między jego nagraniami a koncertami jest wyraźna różnica. Zwykle nagrywając album stosuje progresję akordów i utrzymuje dość stały rytm utworów. Nie stosuje tego podczas koncertów, które są zauważalnie bardziej „free” i nie trzymają się żadnych powszechnie przyjętych kanonów.

## Recepcja

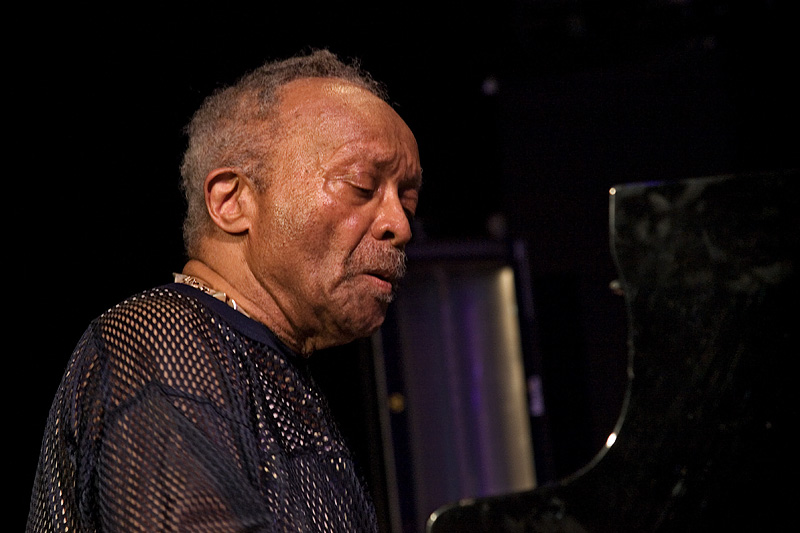
Cecil Taylor, 12 maja 2008, Moers Festival

Cecil Taylor był jednym z największych rewolucjonistów w historii muzyki jazzowej, obok Charliego Parkera, Milesa Davisa czy Ornette’a Colemana. Tak jak i oni, ale w swoim stylu czerpał swobodnie z zasobów sztuki i kultury, zarówno popularnej jak i ezoterycznej, łączył afrykańskie i europejskie tradycje, aby wyrażały jego zrozumienie dźwięku i muzyki w ogóle.
W momencie, gdy Ameryka zaczęła być opanowywana przez korporacyjnie kreowaną kulturę: przeboje (listy przebojów), popularne filmy, komercjalną telewizję i wszelkiego rodzaju „badania rynku”, Cecil (tak jak i Davis i Coleman) zaproponował alternatywną kulturę. Wyniosło go to po jakimś czasie z mało znanej subkultury na szersze, bardziej widoczne rejony.
Do jego złej recepcji w latach 50. XX wieku przyczyniła się prasa, która opisywała go posługując się nieustannie takimi określeniami jak: „trudny”, „gniewny”, „denerwujący”, „wymagający”. Przymiotniki te odnoszono zarówno do jego muzyki jak i osobowości.
W 2004 firma Columbia/Legacy wydała 3-dyskowy zestaw „Happy Birthday Newport! 50 Swinging Years”. Nie ma tam nagrań Taylora, który co najmniej 2-krotnie wystąpił na festiwalu. W 2001 r. telewizja publiczna wyemitowała 19-godzinną serię dokumentalną Kena Burnsa „Jazz”. Tylko wspomniano o Taylorze.
Taylor – „epikurejski arystokrata pianina” – był traktowany przez krytyków amerykańskich, „jedynie słusznych twórców obowiązującego kanonu”, jakby był markizem de Sade’em, bo ośmielił się stworzyć własne kanony bez pytania o zgodę. Taylor był wychowywany jako muzyczny geniusz, dano mu akces do afroamerykańskiej elity kulturalnej i zapewniono elitarne i odpowiednie wykształcenie muzyczne w „New England Conservatory”. Jego ostra i przenikliwa inteligencja i bezkompromisowe oddanie swoim koncepcjom i trwanie przy nich, dały w rezultacie radykalną restrukturyzację instrumentu, kompozycji, solowych i zbiorowych improwizacji, praktyk wykonawczych i wszelkich standardów związanych z muzyką.
Do krytyków atakujących Taylora (jak i Davisa i Colemana) dołączyli także muzycy, między innymi Charles Mingus i Max Roach. Muzycy ci uważali się za elitę, awangardę stojącą na samej krawędzi muzyki, która została zaakceptowana przez krytyków jak i publiczność, gdy nagle pojawiła się grupka muzyków, która śmiało przekroczyła ustalone przez nich granice i penetrowała nowe, nieznane przestrzenie muzyczne całkowicie na swój rachunek. Max Roach dość szybko przekonał się do błędu i często współpracował później z Taylorem. Billy Eckstine powiedział o jego muzyce To jest tylko wiele hałasu. Ona brzmi jakby ktoś próbował nastroić fortepian – lub go porąbać. Najbardziej dziwi stanowisko niektórych dzisiejszych muzyków, na czele z Branfordem Marsalisem, który o Taylorze wyraził się krótko – „bullshit”.
Mimo tego, muzyka Taylora (tak jak Davisa i Colemana) potrafiła zainspirować artystów parających się różnymi dziedzinami sztuki, takich jak reżyser Louis Malle, kompozytor i dyrygent Leonard Bernstein, malarz i grafik Robert Rauschenberg, powieściopisarz Thomas Pynchon, tancerz Michaił Barysznikow (Tetra Stomp: Eatin' Rain in Space – wspólny ich występ w Chicago's Opera House), performerka Laurie Anderson, protopunkowy rockman Lou Reed i Captain Beefheart, twórca awangardowego zespołu Captain Beefheart and His Magic Band.
Taylor był najbardziej trudnym do zaakceptowania i kontrowersyjnym z tej trójki. Kroczył zawsze mocno wytyczoną przez siebie drogą, która oznaczała całkowitą zmianę koncepcji muzyki, melodii, harmonii, instrumentacji, orkiestracji. Nikt w tym nie posunął się dalej niż on. W momencie walki o prawa obywatelskie był oskarżany o to, że jego muzyka była bardziej podobna do współczesnej muzyki europejskiej (czyli „białej”), niż do muzyki „czarnej”, reprezentowanej np. przez Marvina Gaye'a (którego Taylor uwielbiał) i Charlesa Mingusa (którego Taylor nie lubił). Był to w ogóle problem muzyków nowego jazzu („Nowej Rzeczy”) – zobacz: muzyka kreatywna. Tworzyli oni awangardę, nową kulturę dla młodych Afroamerykanów, lecz zostali przez nich całkowicie odrzuceni. Młodzi Afroamerykanie wybrali rhythm and blues i soul.
Paradoksalnie ich muzyka, jak i muzyka Taylora, została całkowicie zaakceptowana przez młodych białych intelektualistów. Taylor sprzeciwiał się zawsze rasowym stereotypom i nieustannie podkreślał swoje pochodzenie od Indian amerykańskich i przodków szkocko-irlandzkich, obok afrykańskich. Również wychwalał takich białych muzyków jak Lennie Tristano i Dave Brubeck (na równi z muzykami czarnymi, którzy na niego wpłynęli).
W 2013 roku został laureatem Nagrody Kioto w dziedzinie sztuki i filozofii.

## Cytaty
- Zasadniczo nie jest ważne czy pewien akord zdarzy się pasować do pewnych studentów definicji atonalności. Na przykład człowiek jak Monk, jest zainteresowany rozwijaniem i wzbogacaniem swoich muzycznych koncepcji. I to, co on robi, staje się żywą ideą wprost z jego życiowego doświadczenia, a nie z teorii. To może ale nie musi się okazać atonalne. [Cecil Taylor]
- On jest fenomenalny. Nie ma muzyków, których spotkałem, łącznie z Igorem Strawińskim i Pierre’em Boulezem, którzy zbliżyliby się do umiejętności, które posiada Cecil Taylor [Buell Neidlinger]
- Muzyka ma wiele do czynienia z miejscami, które są raczej magiczne niż logiczne; najwięksi artyści zamiast tylko zajmować się dyscypliną, powinni zrozumieć miłość i pozwolić tej miłości nabrać kształtu [Cecil Taylor]

## Dyskografia
- Jazz Advance (1956)
- At Newport (1957)
- Hard Driving Jazz (1958; wznowione na CD jako „Coltrane Time”)
- Looking Ahead (1959)
- Love for Sale (1959)
- The World of Cecil Taylor (1960; wznowione na CD jako „Air”)
- New York City R&B (1961; wznowione na CD jako „Cell Walk For Celeste”)
- Cecil Taylor All Stars Featuring Buell Neidlinger (1961; wznowione na CD jako „Jumpins Punkins”)
- Into the Hot (1961; z Gilem Evansem)
- The Early Unit '62 (1962)
- Live at the Cafe Montmartre (1963; wznowione na CD jako „Innovations”)
- Nefertiti the Beautiful One Has Come (1963; wznowione na CD jako „What’s New”)
- Charles Mingus/Cecil Taylor (1965)
- Unit Structures (1966)
- Conquistador! (1966)
- Cecil Taylor (1967; wznowione na CD jako „Student Studies”),
- Soundtrack Ferrari (1967)
- The Jazz Composers' Orchestra (1968)
- Nuits De La Foundation Maeght (1969; wznowione na CD jako „The Great Concert of Cecil Taylor”)
- Cecil Taylor Quartet in Europe (1970)
- J for Jazz Broadcasts Present Cecil Taylor (1971)
- Indent/Mysteries (1973; wznowione na CD jako „Indent”)
- Akisakila (1973)
- Cecil Taylor Solo (1973)
- Spring of Two Blue-Js (1974)
- Silent Tongues (1975)
- In Transition (1975)
- Masters of the Modern Piano (1976)
- Dark to Themselves (1976)
- Air Above Mountains Buildings Within (1977)
- Embraced (1978; z Mary Lou Williams)
- The Cecil Taylor Unit (1978)
- 3 Phasis (1979)
- Live in the Black Forest (1979)
- Spots Circles and Fantasy (1979)
- One Too Many Salty Swift and Not Goodbye (1980)
- It Is in the Brewing Luminous (1981)
- Fly! Fly! Fly! Fly! Fly! (1981)
- Garden Part One (1982)
- Garden Part Two (1982)
- Praxis 68 (1982)
- Live in Willisau '83 (1983)
- Calling It the 8th (1983)
- Historic Concerts '79 (1984; z Maxem Roachem)
- Winged Serpent/Sliding Quadrants (1985)
- The Eighth (1986)
- For Olim (1987)
- Live in Bologna (1988)
- Spots, Circles, and Fantasy (1988)
- Live in Yenna (1988)
- Chinampus (1988)
- Tzotzil Mummers Tzotzil (1989)
- The Complete Candid Recordings of Cecil Taylor and Buell Neidlinger 1960-61 (1989)
- Cecil Taylor in Berlin '88 (1989)
- Erzulie Maketh Scent (1989)
- Pleistoaen Mit Wasser (1989)
- Leaf Palm Hand (1989)
- Ragalia (1989)
- Remembrance (1989)
- Riobec (1989)
- The Hearth (1989)
- Legba Crossing (1989)
- Alms/Tiergarten (1989)
- In East Berlin (1989 z Gunterem Sommerem)
- Lookin: The Feel Trio (1990)
- In Florescence (1990)
- Looking: Berlin Version – The Feel Trio (1990; z Williamem Parkerem, Tonym Oxleyem)
- Looking: Berlin Version-Corona (1991)
- Looking: Berlin Version-Solo (1991)
- Celebrated Blazons (1991)
- Double Holy House (1991)
- Thelonious Sphere Monk (1991; z Art Ensemble of Chicago),
- Olu Iwa (1994)
- Always a Pleasure (1994)
- Iwontunwonsi: Live at Sweet Basil '86 (1995)
- Crossing (1996)
- Mixed (1998)
- Momentum Space (1999)
- Student Studies (2000; z Andrew Cyrillem)
- Nailed (2000)
- It Is in the Brewing Luminous (2001)
- The Willisau Concert (2002)
- Cecil Taylor & Italian Instabile Orchestra (2003)
- The Light of Corona (2003)
- Incarnation (2004)
- Algonquin (2004; z Matem Manerim)
- One Too Many Salty Swift and Not Goodbye (2004)

## Filmografia
- Burning Poles (1991)
- All the Notes (2004)
- Jazz Master Class Series from NYU (2008) DVD